# شب‌دوست پنجه‌سوزنی جنوبی
شب‌دوست پنجه‌سوزنی جنوبی(نام علمی: Euoticus elegantulus) نام یک گونه از سرده شب‌دوست پنجه‌سوزنی است.